# Meridià 49 a l'oest
El meridià 49 a l'oest de Greenwich és una línia de longitud que s'estén des del pol Nord travessant l'oceà Àrtic, Groenlàndia, Amèrica del Sud, l'oceà Atlàntic, l'oceà Antàrtic, i l'Antàrtida fins al pol Sud.
El meridià 49 a l'oest forma un cercle màxim amb el meridià 131 a l'est. Com tots els altres meridians, la seva longitud correspon a una semicircumferència terrestre, uns 20.003,932 km. Al nivell de l'Equador, és a una distància del meridià de Greenwich de 5.455 km.

## De Pol a Pol
Començant en el pol Nord i dirigint-se cap al pol Sud, aquest meridià travessa:
| Coordenades                             | País, territori o mar | Notes |
| --------------------------------------- | --------------------- | --- |
| 90° 0′ N, 49° 0′ O / 90.000°N,49.000°O  | Oceà Àrtic            | |
| 83° 40′ N, 49° 0′ O / 83.667°N,49.000°O | Mar de Lincoln        | |
| 82° 26′ N, 49° 0′ O / 82.433°N,49.000°O | Groenlàndia           | |
| 61° 24′ S, 49° 0′ O / 61.400°S,49.000°O | Oceà Atlàntic         | |
| 0° 8′ S, 49° 0′ O / 0.133°S,49.000°O    | Brasil                | Pará — Illa Marajó i el continent estat de Tocantins — des de 6° 46′ S, 49° 0′ O / 6.767°S,49.000°O estat de Goiás — des de 12° 45′ S, 49° 0′ O / 12.750°S,49.000°O Minas Gerais — des de 18° 21′ S, 49° 0′ O / 18.350°S,49.000°O São Paulo — des de 20° 9′ S, 49° 0′ O / 20.150°S,49.000°O Paraná — des de 24° 40′ S, 49° 0′ O / 24.667°S,49.000°O Santa Catarina — des de 26° 1′ S, 49° 0′ O / 26.017°S,49.000°O |
| 28° 41′ S, 49° 0′ O / 28.683°S,49.000°O | Oceà Atlàntic         | |
| 60° 0′ S, 49° 0′ O / 60.000°S,49.000°O  | Oceà Antàrtic         | |
| 77° 20′ S, 49° 0′ O / 77.333°S,49.000°O | Antàrtida             | Antàrtida Argentina, reclamat per Argentina · Territori Antàrtic Britànic, reclamat per Regne Unit |